# Thecla erix
Thecla erix är en fjärilsart som beskrevs av Pieter Cramer 1779. Thecla erix ingår i släktet Thecla och familjen juvelvingar. Inga underarter finns listade i Catalogue of Life.